# Асеев, Борис Павлович
Бори́с Па́влович Асе́ев (1901—1965) — советский конструктор военной техники радиосвязи. Генерал-майор инженерно-технической службы. Лауреат Сталинской премии первой степени.

## Биография
Родился 7 (20 ноября) 1901 года в Рязани в семье мелкопоместного дворянина. Рано лишился матери и воспитывался бабушкой.
С 9 лет начал учиться в 1-й Рязанской гимназии, затем в 1-й Московской гимназии. За отличную учёбу обучался бесплатно за счет государственного обеспечения, в старших классах занимался репетиторством и совмещал учёбу с работой электромонтера. После гимназии поступил в Московскую школу радиоспециалистов, которую окончил в 1920 году, получив специальность «радиотелеграфист первого разряда».
В 1920 году в Красной Армии. 1920—1922 гг. — командир отделения радиокурсов в Институте связи, лаборант-инженер Учебно-опытного радиотелеграфного дивизиона, в 1922 году смонтировал первый в стране коротковолновый передатчик, использовавшийся в качестве лабораторного стенда для практического обучения слушателей. 1921—1923 гг. инженер и начальник центральной радиостанции радиодивизиона учебной радиобригады, затем начальник батальонной школы 9-го отдельного радиобатальона и преподаватель Повторных курсов командного состава радиочастей Красной Армии в Москве.
В 1927 г. командирован в Ленинград, где занимается созданием кафедры радиопередающих устройств и преподает в Военной академии связи имени С. М. Будённого и в Военно-технической академии им. Ф. Э. Дзержинского (октябрь 1926—август 1934). В 1929 году сдал экстерном экзамены в Ленинградском электротехническом институте им. В. И. Ульянова (Ленина) и получил воинское звание инженер-электрик.
В 1936 году, в составе делегации, совместно с А. Д. Фортушенко командирован в США где участвует в подписании контрактов на поставку в СССР радиотехнического оборудования фирмы RCA (Radio Corporation of America).

### НИИТС КА
После создания Научно-исследовательского института техники связи Красной Армии А. Д. Асеев возглавляет один из его отделов, занимает должности инженера-конструктора и главного инженера по технике связи (август 1934 — январь 1935). Организованная Асеевым группа квалифицированных радистов-коротковолновиков разрабатывает и организует производство семейства радиопередатчиков (тип «А») мощностью от 30 до 100 Вт, предназначенных для обеспечения связи советских торговых судов, перевозивших грузы в охваченную войной Испанию. Наиболее удачные из них А‑5/2 и А‑19 широко использовались и на фронтах Великой Отечественной войны. В этот же период, под руководством Асеева, в НИИТС КА была разработана известная радиостанция Север («Омега»).
В 1937—1943 гг. Асеев работает над оснащением радиоузлов на трассе Алма-Ата — Ланьчжоу, создаваемых в рамках военной помощи Советского Союза Китаю, во время его борьбы с японской агрессией. C 1941 года возглавляет специальную лабораторию, в которую входят Н. Н. Иванов, М. Г. Марголин, И. Х. Невяжский, Л. М. Финк. Силами лаборатории была разработана аппаратура, позволяющяя настраивать мощный советский передатчик точно на волну немецкой радиовещательной станции и осуществлять контрпропагандистское вещание во время пауз в радиопередачах. 10 апреля 1942 года все участники разработки были удостоены Сталинской премии 1-й степени.
В рамках работ над многоканальными возбудителями мощных радиопередатчиков, Асеевым впервые были разработаны принципы работы и методики расчетов многофазных RC-генераторов.

### Наркомат связи
Параллельно с работами в НИИ, в числе 1000 специалистов прикомандированных из Красной Армии в народное хозяйство, Б. П. Асеев занимал должность главного инженера радиоуправления Наркомата связи (октябрь 1937 — июнь 1941). Возглавляемая им группа инженеров, в которую вошли Л. А. Копытин, З. И. Модель, М. С. Нейман, Б. В. Брауде и др. выполнила эскизно-техническое проектирование Куйбышевской радиовещательной станции мощностью 1200 кВт, а затем осуществляло руководство отдельными монтажно-настроечными работами. Строительство станции было закончено в 1943 году в сложных условиях военного времени, за её создание Б. П. Асеев награждён орденом Трудового Красного Знамени, удостоен ученой степени доктор технических наук и получил воинское звание Генерал-майор инженерно-технической службы (23.10.1943).
Работал в составе советских делегации в рамках международных конференций МККР, проходивших в Каире (1938 г.) и Лондоне (1945 г., 1946 г. руководитель), участвовал в разработке Регламента радиосвязи и других международных нормативных документов в этой области.
Участник Великой Отечественной войны. В эти и послевоенные годы (1941—1952) находился на научной и организаторской работе в наркомате — министерстве связи СССР и военном НИИ по технике связи Красной — Советской армии (1941—1952), заместитель начальника этого НИИ по научно-исследовательской части и он же главный инженер.
Умер 13 октября 1965 года в Москве. Похоронен на Донском кладбище.

## Научные работы
- «Ламповые генераторы и передатчики» (учебный курс 1930 г.)
- «Электромагнитные колебания в цепях с распределенными постоянными» (1934 г.). Переиздана с дополнениями в 1936 г. и 1938 г.
- «Основы радиотехники» (1947 г.). Рекомендована в качестве учебника для ВУЗов СССР, переиздана в ПНР, Румынии, Китае и ГДР.
- Автор разделов «Генератор ламповый» (т. 10, с. 415—417) и «Дуговой генератор» (т. 15, с. 273—274) в Большой Советской энциклопедии.

## Награды и премии
- два ордена Ленина (21 февраля 1945[6], 24 сентября 1945)
- два ордена Красного Знамени (3 ноября 1944[6], 1949[6])
- орден Трудового Красного Знамени
- орден Красной Звезды (20 января 1943)
- орден «Знак Почета»
- медали
- Сталинская премия I степени (10 апреля 1942) — за изобретение электроприбора, имеющего оборонное значение